# 科馬羅韋 (拉特涅區)
51°42′31″N 24°34′57″E / 51.70861°N 24.58250°E
科馬羅韋（烏克蘭語：Комарове），是烏克蘭的村落，位於該國西部沃倫州，由科韋利區負責管轄，始建於1834年，面積1.36平方公里，海拔高度151米，2001年人口488，人口密度每平方公里358.03人。